# 국제 암 연구 기관
국제 암 연구 기관(國際癌硏究機關, IARC, International Agency for Research on Cancer)은 국제 연합 세계 보건 기구 산하의 기관이다.
본부는 프랑스 리옹에 있다. 암의 원인에 관한 연구를 지휘하고 조정하는 역할을 하고 있다.

국제 암 연구 기관에서는 발암물질인지 문제되는 물질들에 대하여 다음과 같이 분류하여 발표하였다.
- Group 1(1군): 확실히 사람에게 암을 일으키는 물질.
- Group 2A(2A군): 동물에게서는 발암성 입증자료가 있으나 사람에게서는 발암성이 입증되지않은 물질(암을 일으키는 개연성이 있는 물질)
- Group 2B(2B군): 사람에게 암을 일으키는 가능성이 있는 물질.
- Group 3(3군): 사람에게 암을 일으키는 것이 분류가 되지 않은 물질.
- Group 4(4군): 사람에게 암을 일으키지 않는 물질.

## 1군 발암물질
1군 발암물질에는 2015년 기준 118개가 지정되어 있다. 다음은 그 일부이다.
1,2-다이클로로프로페인
2,3,7,8-테트라클로로디벤조다이옥신
B형 간염
C형 간염
간흡충
감마선
그을음
담배
머스터드 황
미세먼지
방사성 동위 원소
베릴륨
벤젠
벤조(a)피렌
비소
산화 베릴륨
산화 에틸렌
삼산화 비소
석면
술
스트론튬
시클로스포린
시클로포스파미드
아르신
아자티오프린
아플라톡신
알코올
에탄올
엑스선
염화 바이닐
이온화 방사선
인간 유두종바이러스
쥐방울덩굴속
카드뮴
콜타르
크로뮴
타목시펜
토륨
톱밥
트라이클로로에틸렌
폴로늄
폼알데하이드
플루토늄
햇빛
헬리코박터 파일로리
황산 니켈
황화 카드뮴

## 가맹국
기관을 설립한 국가는 미국, 프랑스, 이탈리아, 서독, 영국이다.
| 국가              | 가맹           | 가맹      | 탈퇴         | 탈퇴     |
| 국가              | 날짜           | 결의      | 날짜         | 결의     |
| ----------------- | -------------- | --------- | ------------ | -------- |
| 오스트레일리아    | September 1965 | GC/1/R1   |              |          |
| USSR(이후 러시아) | September 1965 | GC/1/R2   |              |          |
| 이스라엘          | April 1966     | GC/2/R1   | October 1971 | GC/9/R11 |
| 네덜란드          | April 1967     | GC/3/R1   |              |          |
| 벨기에            | October 1970   | GC/8/R10  |              |          |
| 일본              | May 1972       | GC/10/R1  |              |          |
| 스웨덴            | May 1979       | GC/18/R1  |              |          |
| 캐나다            | January 1982   | GC/22/R1  |              |          |
| 핀란드            | April 1986     | GC/27/R1  |              |          |
| 노르웨이          | April 1987     | GC/28/R1  |              |          |
| 덴마크            | May 1990       | GC/31/R1  |              |          |
| 스위스            | May 1990       | GC/31/R2  |              |          |
| 아르헨티나        | May 1998       | GC/39/R1  | May 2001     | GC/42/R3 |
| 브라질            | May 1998       | GC/39/R2  | May 2001     | GC/42/R4 |
| 스페인            | May 2003       | GC/44/R1  |              |          |
| 인도              | May 2006       | GC/48/R1  |              |          |
| 대한민국          | May 2006       | GC/48/R2  |              |          |
| 아일랜드섬        | May 2007       | GC/49/R2  |              |          |
| 오스트리아        | May 2008       | GC/50/R18 |              |          |
| 브라질            | May 2013       | GC/55/17  |              |          |
| 카타르            | May 2013       | GC/55/19  |              |          |
| 모로코            | May 2015       | GC/57/19  |              |          |

## 같이 보기
- 대기 오염
- 돌연변이원
- 독물학
- 세계보건기구